# Fiedlerski
Fiedlerski, vlastním jménem Ondřej Fiedler, (* 21. února 1992) je hudební producent a songwriter. Pochází z Liberce. V minulosti působil v kapele Jelen. 
Nejčastěji produkuje hudbu pro zpěvačku Lenny a kapelu Mirai.

## Diskografie

### Produkce
Mezi nejúspěšnější písně produkované Ondřejem Fiedlerem patří:
- Lenny – Hell.o
- Kryštof a Karel Gott – Vánoční
- Mirai – Když nemůžeš, tak přidej
- Sebastian – Toulavá
- ONEMANSHOW Foundation – Cizí zeď
- Johnny Machette a Tereza Hodanová – Vánoční
- Mirai – ØTCHI

### Vlastní hudba
- Pápá (feat. Ben Cristovao, STEIN27)

- Growing up (feat. remme, alicja)
- Black hole (feat. Annabelle, V.I.C)
- Roles (feat. Annabelle)